# Parrega
Parrega (Fries: Parregea) is een dorp in de gemeente Súdwest-Fryslân, in de Nederlandse provincie Friesland. Parrega ligt tussen  Bolsward en Workum aan N359 en de Workumertrekvaart.
In 2023 telde het dorp 500 inwoners. 

## Geschiedenis
Parrega lag vroeger ten oosten van het Parregaastermeer dat in 1879 werd ingepolderd. Het dorp ontwikkelde zich langs de Workumertrekvaart, voornamelijk aan de westoever. Later ontwikkelde het zich ook aan de andere kant van de vaart.
In een document uit 1275 werd de plaats vermeld als Epangne, dat gelezen zou moeten worden als Epenregae. In 1315 werd het dorp vermeld als Uppanerynghe, in 1398 Pangra, in 1400 als Enpanraga (te lezen als Eppanraga), in 1488 als panderaghaene indijck, in 1496 als Parega, in 1505 als Pardergae en in 1579 als Paraga.
De herkomst van de naam is niet duidelijk. Mogelijk verwijst het naar de geslachtsnaam Epinge.
Tot in het begin van de twintigste eeuw was er sprake van de buurtschappen Moneburen, Æmburen en Zuiderend maar omdat ze allen uit slechts een boerderij bestonden worden ze niet meer als buurtschappen beschouwd.
Tot 2011 behoorde Parrega tot de voormalige gemeente Wonseradeel.

## Kerk

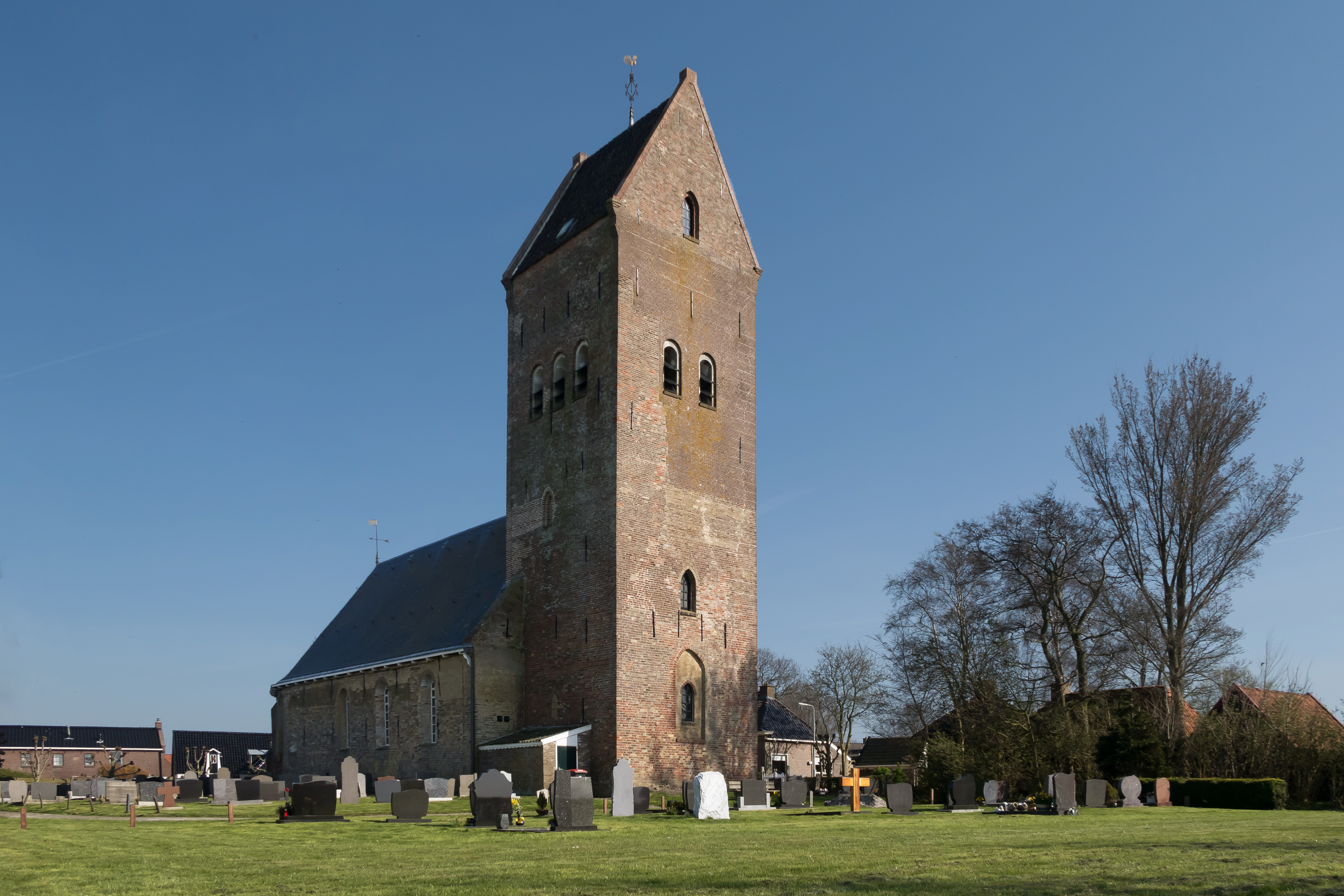
De Sint-Johannes de Doperkerk

De kerk van Parrega, de Sint-Johannes de Doperkerk stamt uit de 13e of 14e eeuw. De muren van de kerk, die gewijd is aan Johannes de Doper, bestaan grotendeels uit gele kloostermoppen.
In de zuidelijke muur zijn later kleinere gele stenen gebruikt. De zadeldaktoren is waarschijnlijk van een iets jongere datum en werd opgetrokken van rode moppen. In toren zijn ook platen Bremer zandsteen verwerkt.

## Sport
De grootste sportvereniging van het dorp is de Touwtrek vereniging Parrega, hoewel men traint in It Heidenskip. Verder is er een gymvereniging, volleybalclub en twee biljartverenigingen.

## Cultuur
In 1917 werd samen met Hieslum een gezamenlijk dorpsbelangenvereniging opgericht. In Parrega is een dorpshuis, het Multifunctioneel Centrum de Gearhing en samen met de dorpen Hieslum en Dedgum wordt een dorpskrant gemaakt.
Op muzikaal gebied is er een harmonieorkest Excelsior Parrega, een zangvereniging Halleluja en een gezelligheidskoor.

## Onderwijs
Parrega heeft een basisschool, De Paadwizer.

## Brandweerkazerne
In Parrega staat een brandweerkazerne die onderdeel uitmaakt van de Veiligheidsregio Fryslân (VRF). In de kazerne staat een tankautospuit van het bouwjaar 2016 en een msa. In 2019 is er ook een pm (Personeel/Materieelvoertuig) bij gekomen. Deze is aangeschaft volgens dekkingsplan 2.0 en is voor de uitrukken, oefeningen en cursussen. Het korps telt dertien leden.

## Geboren in Parrega
- Ludzer Eringa (1901-1962), acteur

## Openbaar vervoer
- Bus, lijn 44: Bolsward - Tjerkwerd - Parrega - Workum - Hindeloopen - Koudum - Hemelum - Bakhuizen - Mirns - Rijs - Oudemirdum - Nijemirdum - Sondel - Balk - Ypecolsga - Woudsend - Hommerts - Jutrijp - Sneek